# ألكسندر فولكوف (تنس)
ألكسندر فولكوف (بالروسية: Волков, Александр Владимирович) مواليد 3 مارس 1967 في كالينينغراد، الاتحاد السوفيتي، هو لاعب كرة مضرب روسي سابق بدأ مسيرته كمحترف سنة 1988 وكان يلعب باليد اليسرى، اعتزل اللعب في 1998. أعلى تصنيف له في الفردي كان المركز الـ 14 في سنة 1993. سبق أن شارك في دورة الألعاب الأولمبية الصيفية.

## روابط خارجية
- ألكسندر فولكوف على موقع رابطة محترفي التنس (الإنجليزية)
- ألكسندر فولكوف على موقع الاتحاد الدولي لكرة المضرب (الإنجليزية)
- ألكسندر فولكوف على موقع كأس ديفيز (الإنجليزية)
- ألكسندر فولكوف على موقع خلاصة التنس.كوم (الإنجليزية)
- ألكسندر فولكوف على موقع اللجنة الأولمبية الدولية (الإنجليزية)
- ألكسندر فولكوف على موقع أوليمبيديا (الإنجليزية)